# La Thuile (Saboya)
 La Thuile  es una población y comuna francesa, en la región de Ródano-Alpes, departamento de Saboya, en el distrito de Chambéry y cantón de Saint-Pierre-d'Albigny.

## Demografía
| 261 | 242 | 198 | 197 | 229 | 258 |
| Para los censos de 1962 a 1999 la población legal corresponde a la población sin duplicidades (Fuente: INSEE [Consultar]) |     |     |     |     |     |